# C01-A035
C01-A035は、ソビエト連邦とロシア連邦が化学兵器として開発した有機リン化合物。ノビチョクに分類される神経剤の一種である。